# Pod Czarnym Lasem (Mazanówka)
Pod Czarnym Lasem – część wsi Mazanówka w Polsce, położona w województwie lubelskim, w powiecie bialskim, w gminie Tuczna.
Wierni kościoła rzymskokatolickiego należą do parafii Trójcy Świętej w Huszczy.
W latach 1975–1998 Pod Czarnym Lasem administracyjnie należało do województwa bialskopodlaskiego.